# Цыганков, Борис Дмитриевич (футболист)
Борис Дмитриевич Цыганков (17 апреля 1998, Москва) — российский футболист, полузащитник.

## Биография
Родился в Москве в семье кандидата исторических наук, доцента Исторического факультета МГУ им. М. В. Ломоносова Дмитрия Цыганкова.

### Клубная карьера
Воспитанник Академии московского «Спартака», в которой начал заниматься с 6 лет. Первый тренер — Олег Борисович Кужлев. Являлся капитаном команды «Спартака» 1998 г.р., в составе которой в 2015 году стал чемпионом России и был признан лучшим игроком турнира.
В августе 2015 года к Цыганкову проявлял интерес амстердамский «Аякс». В сезоне 2015/16 начал выступать за молодёжную команду «Спартака», в составе которой дебютировал 7 ноября 2015 года в матче против «Терека» (0:1). По итогам сезона 2016/17 стал победителем молодёжного первенства России.
Зимой 2017 года проходил сборы со второй командой «Спартака» — «Спартак-2», и принимал участие в Кубке ФНЛ 2017. 8 июля 2017 года дебютировал за «Спартак-2» в Первенстве ФНЛ в победном матче против «Сибири» (2:1).
23 марта 2018 года перешёл в минское «Торпедо», заключив контракт сроком на один год. В чемпионате Белоруссии дебютировал 1 апреля в матче против «Ислочи» (1:1). 24 июня забил первый гол за «автозаводцев» в победном матче против могилёвского «Днепра» (2:1). Весной 2019 года покинул клуб и некоторое время выступал за «Академию футбола» (Краснодар) в чемпионате Краснодарского края.
В июле 2019 года перешёл в команду «Коломна» (ПФЛ, зона «Запад»). В первом дебютном матче за новую команду с «Казанкой» (1:2) забил первый гол за подмосковный клуб. С 2020 по 2021 год выступал за «Смоленск». Во втором официальном матче против петербургской «Звезды» (1:0) забил дебютный гол за смоленский клуб. В 2021 году играл за клуб «Луки-Энергия».
В начале 2022 года перешёл в раменский «Сатурн». 8 сентября того же года был внесён в заявку «Новосибирска», за который дебютировал 8 октября, выйдя на замену во втором тайме поединка первенства; и где затем находился до лета 2023 года.

### Карьера в сборной
С 2014 года регулярно вызывался в юношескую сборную России (до 17). Принимал участие в чемпионате Европы 2015, на котором стал бронзовым призёром, и чемпионате мира 2015, где вместе со сборной дошёл до 1/8 финала. Также выступал за юношеские сборные России до 18 и до 19 лет.

## Достижения

### Клубные
«Спартак» (Москва)
- Победитель молодёжного первенства России: 2016/17

### В сборной
Россия (до 17)
- Чемпионат Европы: 2015